# جان ام. بال
جان ام. بال (انگلیسی: John M. Ball؛ زادهٔ ۱۹ مهٔ ۱۹۴۸) یک دانشمند در زمینه فلسفه طبیعی اهل بریتانیا است.